# Rapisma malayanum
Rapisma malayanum is een insect uit de familie van de Ithonidae, die tot de orde netvleugeligen (Neuroptera) behoort. 
Rapisma malayanum is voor het eerst wetenschappelijk beschreven door P. Barnard in 1981.